# Huerta de Valdecarábanos
Huerta de Valdecarábanos è un comune spagnolo di 1 798 abitanti situato nella comunità autonoma di Castiglia-La Mancia.